# Airdrie (Alberta)
Airdrie es una ciudad de Alberta, en Canadá, situada justo al norte de Calgary sobre el corredor Calgary-Edmonton. Forma parte de la zona de censo de la région metropolitana de Calgary y es miembro de Calgary Regional Partnership (CRP). A causa de su proximidad con Calgary, la población de Airdrie ha crecido mucho recientemente. Los límites de la ciudad están todos dentro del condado rural de Rocky View.
En el censo de 2006, se registró una población de 28.927 habitantes. Según el censo cívico de 2009, la población de Airdrie fue de 38 091.
Airdrie fue primeramente establecida como una villa temporaria del ferrocarril en 1889 durante la construcción del paso del ferrocarril Calgary & Edmonton. Hoy, Airdrie es una ciudad dormitorio y un centro industrial. 